# 许行
許行（？—？）。楚國（都城江陵紀南城）人，戰國時期農學家、思想家，生於楚宣王至楚懷王時期，約與孟子同一時代，在《孟子·滕文公上》記載有許行其人「為神農之言」，所以被歸為農家，後世也將許行視為先秦時代農家的代表人物，但因沒有著作流傳於世，詳細思想內容與其他事蹟皆不可考。

## 主張
- 「賢者與民並耕而食，饔飧而治」：賢德的國君應該要和百姓一同耕種獲得自己的糧食，自己做早晚餐並處理國事。
- 「倉廩府庫，是厲民而以自養也」：反對國君設倉庫儲存米榖，有府庫積聚財貨，認為這就是傷害人民來供養自己，並否定國君擁有倉庫、府庫的物權。
- 主張依據產品的長短、大小等數量、質量規定價格，不贊成商人居中剝削，反對抬高物價的欺詐行為。

## 思想特色
他的思想，集中顯示了勞動農民自食其力的本色，表達了解除現實壓迫的強烈願望，充滿對想象中平均社會的憧憬。

## 思想核心
- 許行思想的核心是反對不勞而獲。

## 古書記載
- 孟子對許行推崇「君民並耕」的想法在《孟子．滕文公》之記述：曰：「勞心，治人。勞力，治於人。」即以腦做事之人統治人，以力做事之人被治於人。孟子反對許行解釋君民並耕的想法，並以堯舜禹為例解釋分工之於社會的重要性；孟子針對君主制的社會架構下提出，君王行仁政，民人將依照井田制度處理勞心者食物的問題，以成就整體國家的興盛，而君主切需謹慎使用所獲，方可治理天下，否則「以天下與人易，為天下得人難。」國家終將無法長治久安。

- 《漢書·藝文志》載錄《神農》20篇(已佚)。